# Funicular de Sant Joan
El Funicular de Sant Joan és un dels funiculars de Montserrat juntament amb el funicular de la Santa Cova. Els altres dos mitjans de transport que hi ha a Montserrat que també salven un desnivell, però que no són estrictament funiculars, són l'Aeri de Montserrat –que enllaça la Muntanya de Montserrat amb l'estació de Montserrat-Aeri de la línia Barcelona-Martorell-Manresa dels FGC– i el Cremallera de Montserrat, que comunica la mateixa Muntanya amb l'estació de Monistrol de Montserrat de la mateixa línia dels FGC.

## Història
Aquest funicular, a càrrec de la companyia i concessionària Ferrocarrils de Muntanya de Grans Pendents, al mig del Torrent dels Avellaners, fou construït per accedir a l'ermita de Sant Joan, ubicada a la part alta del massís, i des d'on s'ofereix una espectacular vista panoràmica de la muntanya de Montserrat. Era la primera fase d'un projecte, tot i que mai no es va dur a terme, de crear una connexió fins al cim de Sant Jeroni, considerat a l'època de la construcció com «un dels més atrevits d'Europa».
El primer funicular va ser construït per la Compañía Anónima de Funiculares y Ascensores (CAFA) i inaugurat el 1918; i comunicava la part exterior del Monestir de Montserrat amb la placeta Pla de les Taràntules, a prop de l'ermita de Sant Joan (1000 m). Per la seva situació a la part alta del massís, es va aprofitar per construir-hi un mirador i un restaurant. L'èxit va propiciar que el 1926 se'n fes un de nou de més capacitat. Tenia el mateix traçat que l'anterior, si bé amb cabines de més grans i ample de via de 1000 mm. El 1982, la Generalitat de Catalunya va adquirir la majoria de les accions de la concessionària i va començar-ne la modernització. L'any 1997 es va reformar totalment i s'hi van incorporar uns vehicles moderns amb sostre panoràmic. El 2017 es va modernitzar la sala de màquines.

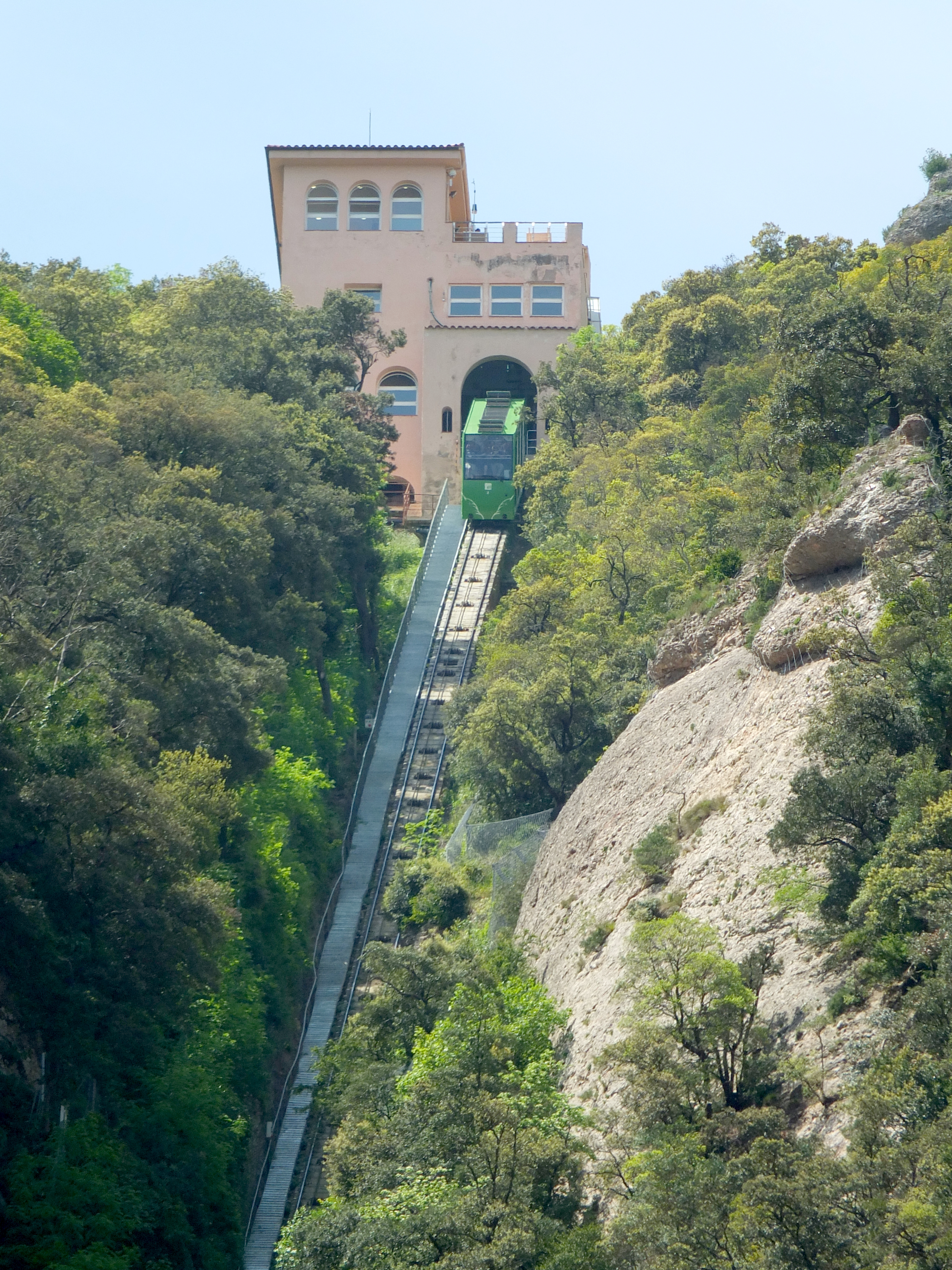
Estació superior del funicular

La inclinació arriba al 65%